# Torre (Pordenone)
Torre (Tore in dialetto pordenonese, Tor in friulano) è un quartiere del comune di Pordenone, posto al confine con Cordenons.

## Geografia
Si suddivide in Torre Bassa (o Torre Storica) e Torre Alta (o Torre Nuova). Fino agli anni cinquanta-sessanta, quando era località del comune di Pordenone, alcune zone del quartiere erano identificate popolarmente come borghi: si ricordano "Borgo Africa" (via Somalia), "Borgo Parigi" (via F. Baracca), "Borgo Cinese" (via G. Mameli), "Borgo Campagna" (case Martignago).

## Storia
La storia di Torre di Pordenone risale all'epoca romana, con il porto fluviale sul Noncello, le cosiddette Terme Romane (probabilmente delle strutture appartenenti al porto) e il nucleo dell'attuale castello, sede del Museo Archeologico. Il porto già attorno all'anno Mille era ormai inutilizzabile (probabilmente per interramento) e venne ricostruito più a valle, promuovendo lo sviluppo di un originario piccolo nucleo romano-medioevale nell'odierna Pordenone.
Fu una delle prime pievi della diocesi di Concordia ed ebbe una sua chiesa già nel VII secolo; è probabile che il cristianesimo sia stato portato qui direttamente da Aquileia, come indicherebbero i due santi titolari della pieve stessa, i martiri aquileiesi Ilario, secondo vescovo della città, e Taziano, il suo diacono, che subirono il supplizio nel 284. Nel 1970 fu istituita una seconda parrocchia, intitolata a Sant'Agostino, comprendente la parte settentrionale della frazione. Un'ulteriore diminuzione del territorio della pieve si è avuta nel 1973 con la creazione della parrocchia del Beato Odorico da Pordenone.
Torre appartenne per lungo tempo alla Patria del Friuli e fu feudo dei signori di Ragogna, diventando frazione del comune di Pordenone solo nell'Ottocento.

## Monumenti e luoghi d'interesse
- Castello dei conti di Ragogna, che ospita il Museo archeologico del Friuli occidentale
- Chiesa parrocchiale dei Santi Ilario e Taziano